# Délestage (vin)
Le délestage en œnologie, consiste pendant la fermentation à vider une cuve de raisins en macération de sa phase liquide, en y laissant la phase solide. Le moût qui s'écoule de la cuve est stocké dans une autre cuve. La totalité du moût est soutirée de la cuve. Le marc s'égoutte et s'écrase sous son propre poids. Le moût est ensuite renvoyé dans la cuve en arrosant la surface du marc pour bien l'humidifier, tout en l'émiettant.

## Extraction des matières
Le but principal du délestage est d'extraire au mieux les molécules intéressantes des fruits subissant une fermentation alcoolique (tanins, précurseurs d'arômes, molécules colorantes présentes essentiellement dans les premières couches de cellules des peaux de raisin, etc.).
Le chapeau de marc qui contient ces peaux de raisins étant remonté naturellement au haut de la cuve dès le début de la fermentation, seule une petite partie des raisins touche le moût. Le délestage permet de mouiller le chapeau avec du jus alcoolisé et chargé en CO2 et ainsi de protéger ce chapeau de l'oxydation et des attaques de microorganismes aérobies.
- écrasement du marc : sous son propre poids, le chapeau de marc s'écrase, et permet le foulage des baies qui pourraient être encore intactes. Il favorise ainsi une fermentation homogène de la vendange.
- oxygénation du moût : cette opération fournit de l'oxygène aux levures (meilleur travail et mortalité plus faible) et au moût (certains cépages ont besoin d'oxygène pour stabiliser leur couleur : les anthocyanes se polymérisent avec des tannins en présence d'oxygène).
- lessivage du marc : le marc flotte sur le moût. Comme c'est lui qui contient dans les pellicules de raisin les anthocyanes (couleur) et les tannins du raisin, en faisant couler le moût à travers le marc, le vinificateur enrichit par dissolution le futur vin en éléments qualitatifs pour la dégustation et en éléments favorables à une bonne durée de vie du vin.
- humidification du marc : lors de la fermentation, si on laisse le marc se dessécher, il y a risque de piqûre acétique. Les bactéries acétiques se développent à l'air et une partie de l'alcool est transformé en vinaigre. La cuve entière risque d'être impropre à la consommation.

## Mode opératoire enVinification
Le liquide peut être pompé via un drain plongé dans la cuve, ou par une vanne en bas de la cuve, elle-même protégée par un drain à l’intérieur. Cela permet d'éviter le passage de pépins et pellicules dans la pompe. Il est alors envoyé dans une cuve vide, où il sera stocké quelques heures avant d'être renvoyé dans la cuve initiale. Durant cette phase il peut être refroidi ou réchauffé, cette opération étant plus facile sur la phase liquide. À son retour, il refroidira ou réchauffera la phase solide à son tour par contact.

## Opérations d'extraction ayant le même objectif
- Remontage : Le remontage est un pompage d'une cuve pendant les vinifications. Il consiste à soutirer ou à pomper le moût ou le vin lors d'une cuvaison pour humidifier le chapeau de marc au dessus de la cuve.
- Pigeage : au lieu d'inonder le marc en faisant remonter le moût, on enfonce le marc dans le moût en l'émiettant. Cette opération était traditionnellement réalisée pied nu par les vinificateurs. Elle est aujourd'hui faite par des pigeuses automatiques. Cette méthode est plus particulièrement adaptée aux cépages fragiles vis-à-vis de l'oxygène. C'est une tradition bourguignonne.